# Aeropuerto Internacional de Victoria
El Aeropuerto Internacional de Victoria (del inglés: Victoria International Airport) (IATA: YYJ, OACI: CYYJ) sirve a Victoria, Columbia Británica, Canadá. A 12 millas náuticas (22 km; 14 millas) al noroeste noroeste de Victoria en la península de Saanich, con la mayor parte del aeropuerto (incluida la terminal de pasajeros) en North Saanich, y una pequeña porción del aeródromo se extiende hacia Sídney. El aeropuerto está dirigido por la Autoridad del Aeropuerto de Victoria. YYJ tiene muchos vuelos diarios sin escalas al Aeropuerto Internacional de Vancouver (YVR, aproximadamente 15 minutos), que es un aeropuerto importante que ofrece muchas rutas globales. Además, Victoria tiene servicio sin escalas a Seattle (SEA), Toronto (YYZ), Montreal (YUL, solo en verano), Calgary (YYC), Edmonton (YEG) y varias ciudades más pequeñas en Columbia Británica y Yukón. El aeropuerto también tiene servicio sin escalas estacional (desde fines de otoño hasta principios de primavera) a varios destinos turísticos mexicanos. El servicio sin escalas entre Victoria y los Estados Unidos disminuyó en un 50% a partir de septiembre de 2019 cuando Delta Airlines finalizó permanentemente sus tres vuelos diarios, después de lo cual solo Alaska Airlines vuela la ruta Victoria - Seattle.
El aeropuerto internacional de Victoria está clasificado como un aeropuerto de entrada por Nav Canada y cuenta con el personal de la Agencia de Servicios Fronterizos de Canadá (CBSA). Los oficiales de CBSA en este aeropuerto pueden manejar aeronaves con no más de 450 pasajeros, cuando se descargan de la aeronave en etapas, o 120 normalmente. 
YYJ no cuenta con la aduana de los Estados Unidos y la autorización de fronteras, sin embargo, muchos pasajeros vuelan primero al Aeropuerto Internacional de Vancouver (YVR), que sí tiene autorización de los Estados Unidos.
En 2018, YYJ atendió a 2,048,627 pasajeros y tuvo 120,936 movimientos de aviones, por lo que es el undécimo aeropuerto más ocupado de Canadá en términos de pasajeros. Fue el tercer aeropuerto más ocupado de Columbia Británica en términos de pasajeros y movimientos de aviones.
Al igual que la mayoría de los aeropuertos que son administrados por las autoridades locales en Canadá, YYJ cobra una tarifa de mejora del aeropuerto por cada pasajero saliente. A diciembre de 2018, era de $15.00 por pasajero que salía. Las tarifas de AIF generalmente se agregan a las tarifas y la mayoría de las aerolíneas las cobran automáticamente.

## Terminal

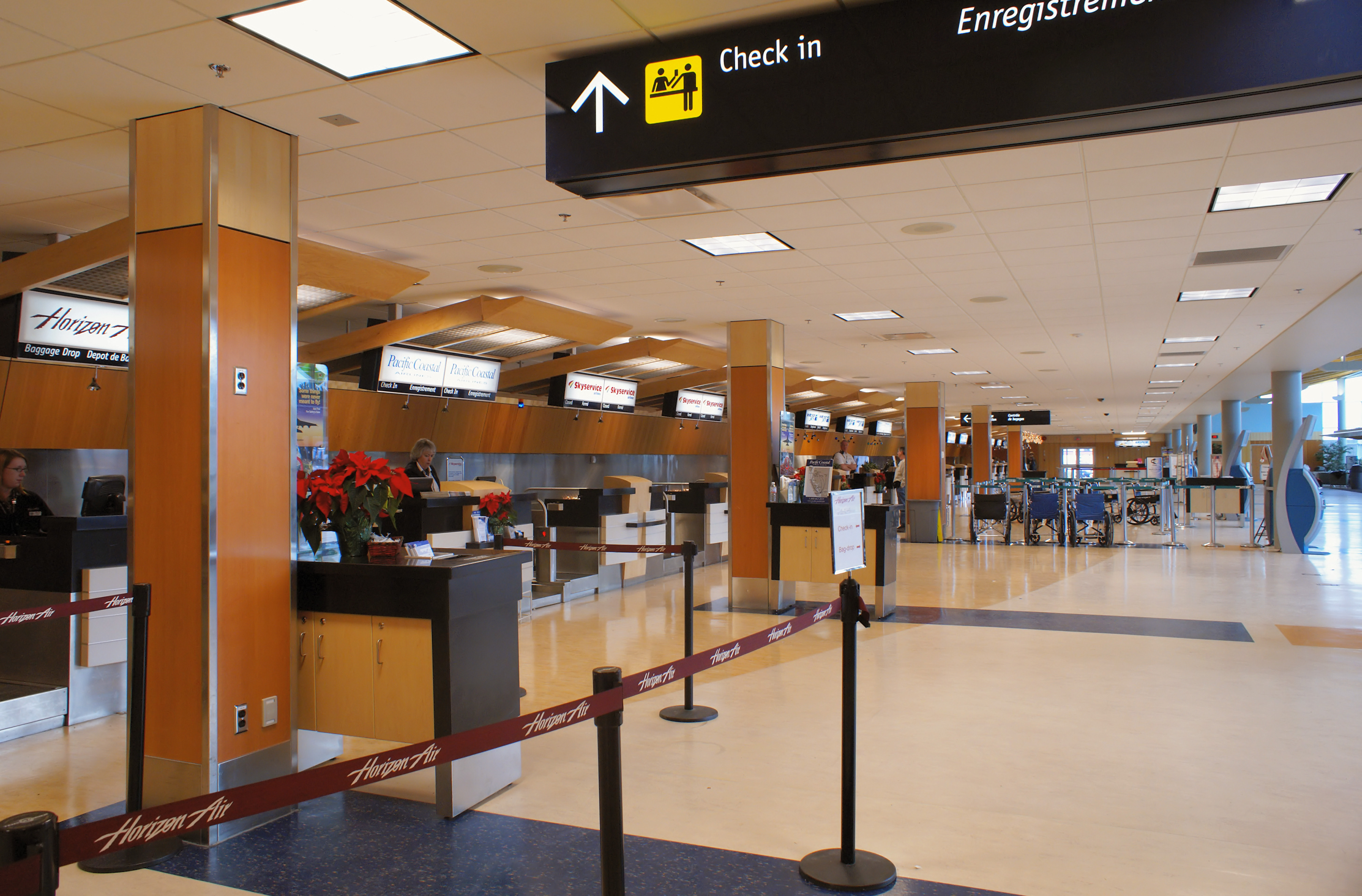
Área de salida/documentación del aeropuerto.

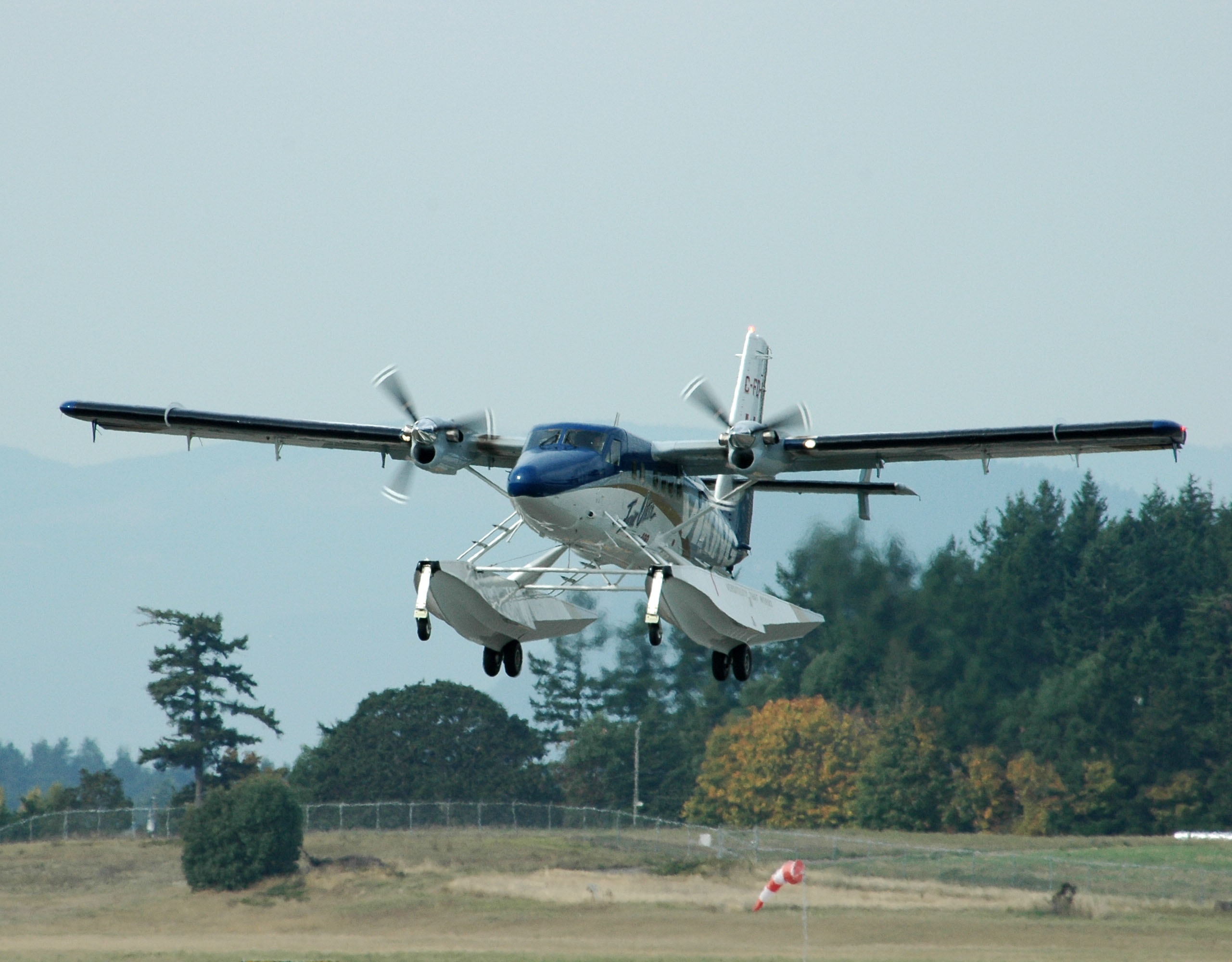
Twin Otter 400, primer vuelo de prueba.

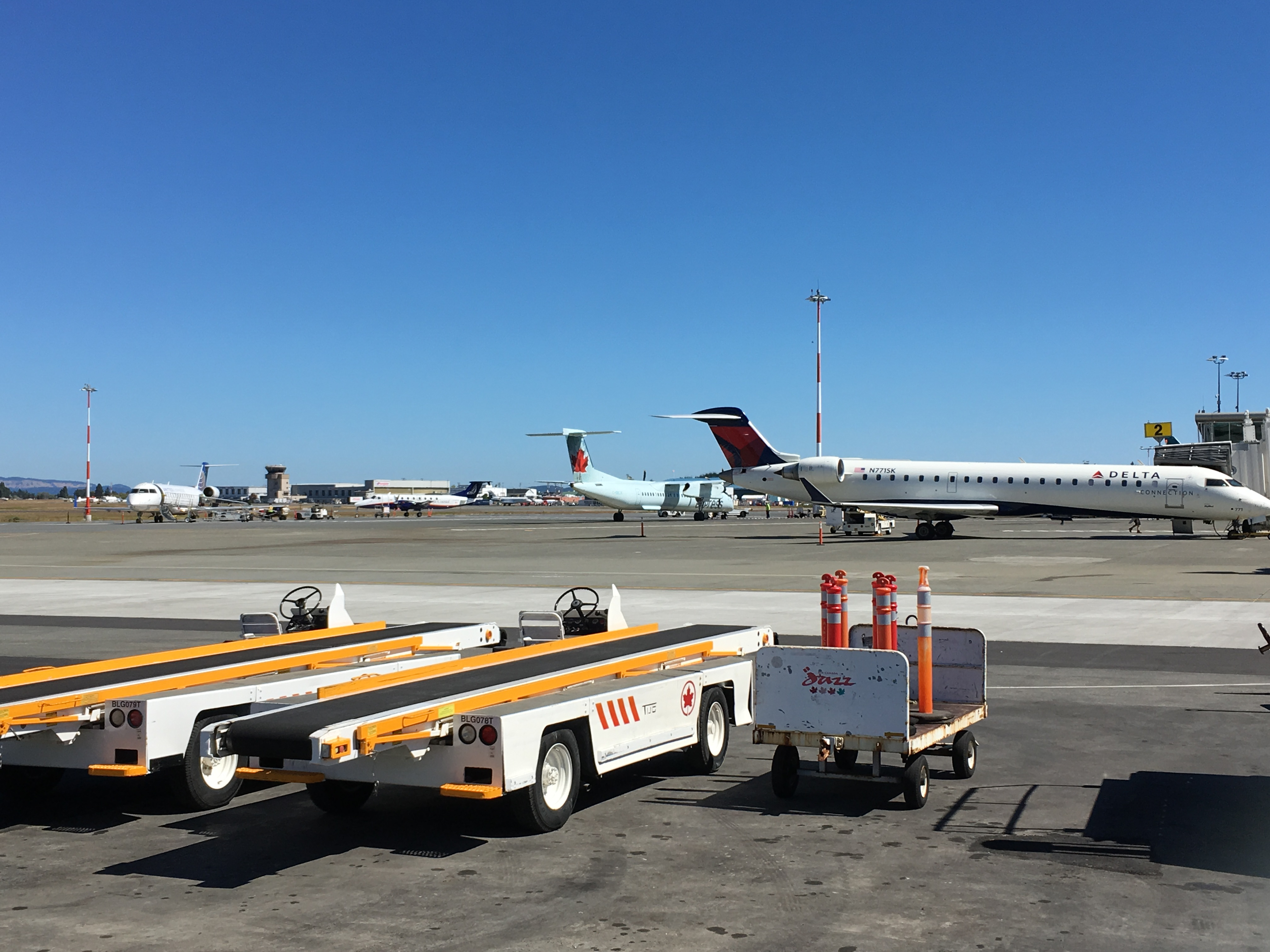
Aviones de Delta Connection (Skywest), Air Canada Express (Jazz), United Express (Skywest) y Pacific Coastal Airlines estacionados en el Aeropuerto Internacional de Victoria en agosto de 2017.

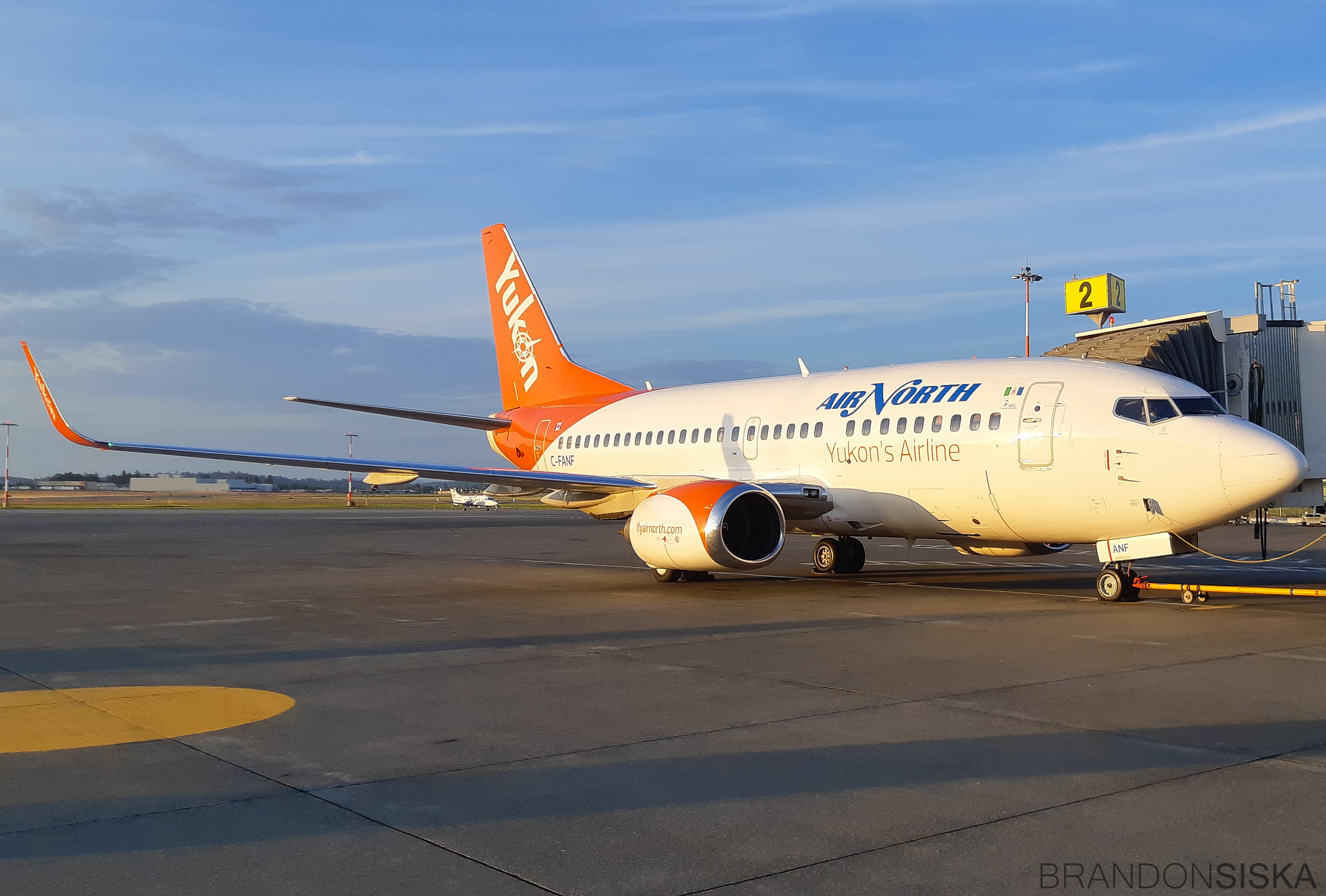
Boeing 737-500 de Air North en puerta de Victoria, CB.

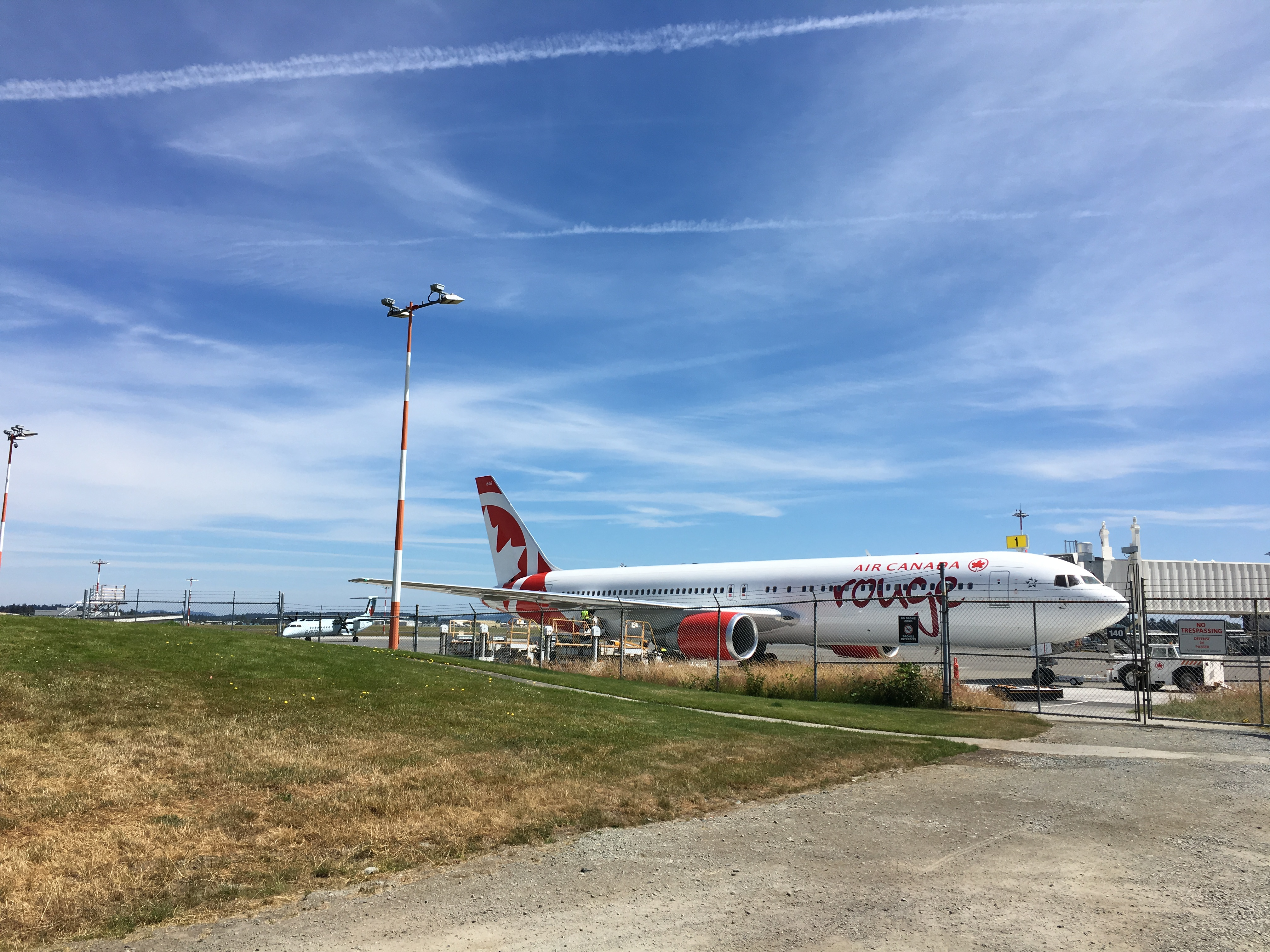
Boeing 767-300 de Air Canada Rouge en Victoria (CYYJ), julio de 2017.

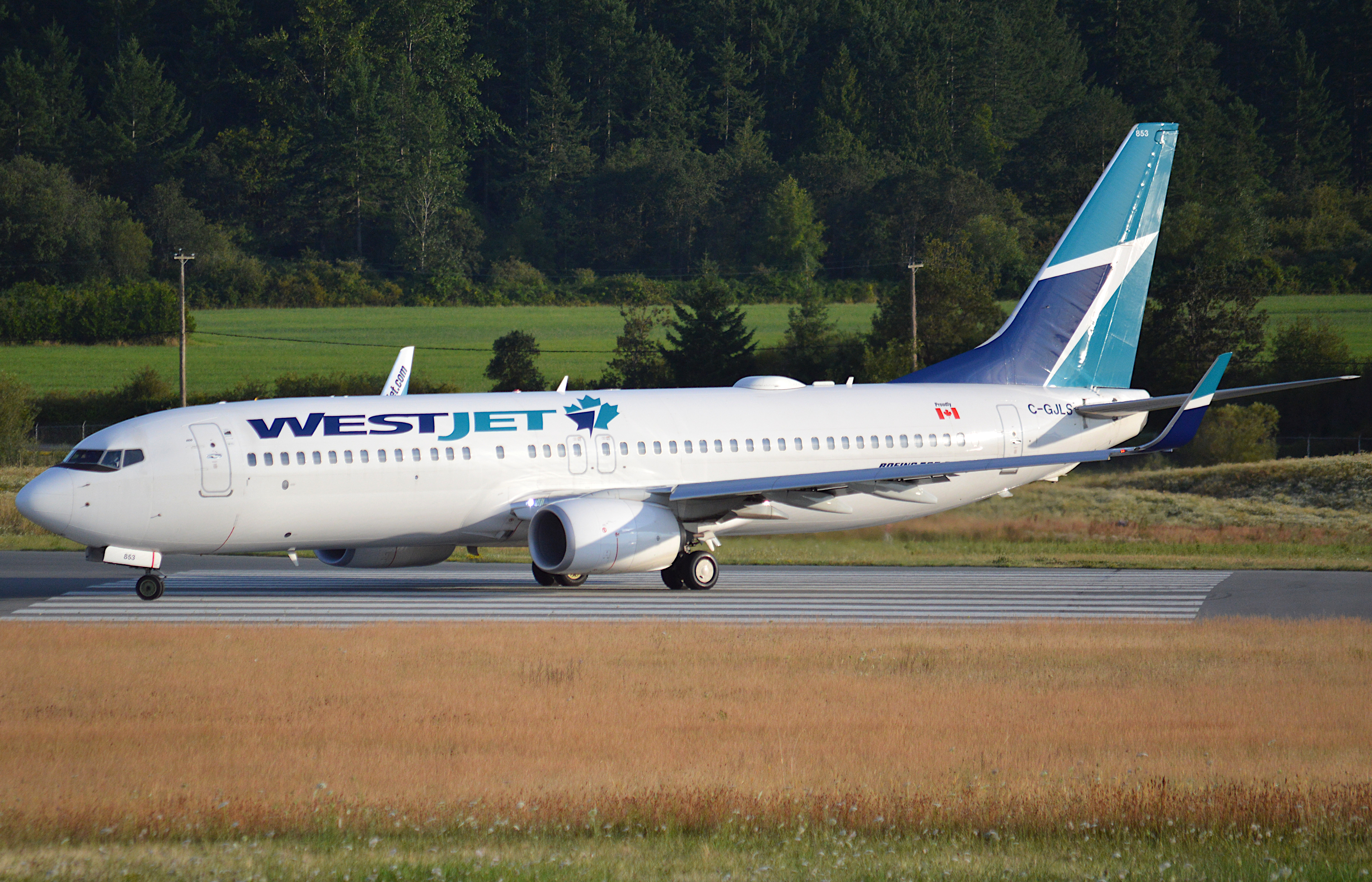
WestJet vuela principalmente su avión Boeing 737 Next Generation hacia Calgary y Edmonton desde Victoria.

La terminal principal tiene diez puertas, organizadas como puertas 3–4, 5-10 y 12-13. Las puertas 3-4 y 12-13 están equipadas con pasarelas de acceso a aeronaves.
Hay tres bandas de equipaje: dos ubicados en el área de llegadas para pasajeros nacionales, y uno para vuelos internacionales ubicados dentro del área de aduanas.
A partir del 1 de diciembre de 2010, por tiempo limitado, con publicidad, el servicio de Internet Wi-Fi proporcionado por Telus está disponible en todo la terminal.

## Aerolíneas y destinos
Casi todos los vuelos comerciales en Victoria vuelan a aeropuertos nacionales canadienses o a Seattle. Los vuelos programados estacionales de WestJet también conectan a Victoria con destinos turísticos en México. Para la temporada de verano de 2017, Air Canada Rouge operó un Boeing 767 de cuerpo ancho en sus vuelos diarios a Toronto.

### Pasajeros
| Aerolíneas               | Destinos |
| ------------------------ | --- |
| Air Canada               | Toronto–Pearson Estacional: Montreal-Trudeau                                                                   |
| Air Canada Express       | Vancouver |
| Air North                | Vancouver, Whitehorse                                                                                          |
| Alaska Airlines          | Seattle/Tacoma                                                                                                 |
| Flair Airlines           | Estacional: Calgary, Edmonton                                                                                  |
| Harbour Air              | Estacional: Vancouver                                                                                          |
| Kenmore Air              | Friday Harbor                                                                                                  |
| Pacific Coastal Airlines | Kamloops, Kelowna, Prince George, Vancouver                                                                    |
| Porter Airlines          | Toronto–Pearson Estacional: Ottawa                                                                             |
| WestJet                  | Calgary, Edmonton Estacional: Cancún, Las Vegas, Puerto Vallarta, San José del Cabo, Toronto–Pearson, Winnipeg |
| WestJet Encore           | Calgary, Edmonton, Kelowna, Vancouver                                                                          |

### Carga
| Aerolíneas              | Destinos  |
| ----------------------- | --------- |
| Federal Express         | Vancouver |
| KF Cargo                | Vancouver |
| Morningstar Air Express | Vancouver |
| SkyLink Express         | Vancouver |

### Destinos nacionales
Se brinda servicio a 11 ciudades dentro del país a cargo de 9 aerolíneas.
| Destinos nacionales del Aeropuerto de Victoria YYJ YYC YEG YKA YLW YUL YOW YXS YYZ YVR YWG YXY | Destinos nacionales del Aeropuerto de Victoria YYJ YYC YEG YKA YLW YUL YOW YXS YYZ YVR YWG YXY | Destinos nacionales del Aeropuerto de Victoria YYJ YYC YEG YKA YLW YUL YOW YXS YYZ YVR YWG YXY | Destinos nacionales del Aeropuerto de Victoria YYJ YYC YEG YKA YLW YUL YOW YXS YYZ YVR YWG YXY | Destinos nacionales del Aeropuerto de Victoria YYJ YYC YEG YKA YLW YUL YOW YXS YYZ YVR YWG YXY | Destinos nacionales del Aeropuerto de Victoria YYJ YYC YEG YKA YLW YUL YOW YXS YYZ YVR YWG YXY | Destinos nacionales del Aeropuerto de Victoria YYJ YYC YEG YKA YLW YUL YOW YXS YYZ YVR YWG YXY | Destinos nacionales del Aeropuerto de Victoria YYJ YYC YEG YKA YLW YUL YOW YXS YYZ YVR YWG YXY | Destinos nacionales del Aeropuerto de Victoria YYJ YYC YEG YKA YLW YUL YOW YXS YYZ YVR YWG YXY |
| Destinos                                                                                       | WestJet                                                                                        | Pacific Coastal Airlines                                                                       | Air Canada                                                                                     | Flair Airlines                                                                                 | Air North                                                                                      | Otra                                                                                           | #                                                                                              |                                                                                                |
| ---------------------------------------------------------------------------------------------- | ---------------------------------------------------------------------------------------------- | ---------------------------------------------------------------------------------------------- | ---------------------------------------------------------------------------------------------- | ---------------------------------------------------------------------------------------------- | ---------------------------------------------------------------------------------------------- | ---------------------------------------------------------------------------------------------- | ---------------------------------------------------------------------------------------------- | ---------------------------------------------------------------------------------------------- |
| Calgary (YYC)                                                                                  | •                                                                                              |                                                                                                |                                                                                                | •                                                                                              |                                                                                                |                                                                                                | 2                                                                                              |                                                                                                |
| Edmonton (YEG)                                                                                 | •                                                                                              |                                                                                                |                                                                                                | •                                                                                              |                                                                                                |                                                                                                | 2                                                                                              |                                                                                                |
| Kamloops (YKA)                                                                                 |                                                                                                | •                                                                                              |                                                                                                |                                                                                                |                                                                                                |                                                                                                | 1                                                                                              |                                                                                                |
| Kelowna (YLW)                                                                                  | •                                                                                              | •                                                                                              |                                                                                                |                                                                                                |                                                                                                |                                                                                                | 2                                                                                              |                                                                                                |
| Montreal (YUL)                                                                                 |                                                                                                |                                                                                                | •                                                                                              |                                                                                                |                                                                                                |                                                                                                | 1                                                                                              |                                                                                                |
| Ottawa (YOW)                                                                                   |                                                                                                |                                                                                                |                                                                                                |                                                                                                |                                                                                                | Porter Airlines                                                                                | 1                                                                                              |                                                                                                |
| Prince George (YXS)                                                                            |                                                                                                | •                                                                                              |                                                                                                |                                                                                                |                                                                                                |                                                                                                | 1                                                                                              |                                                                                                |
| Toronto (YYZ)                                                                                  | •                                                                                              |                                                                                                | •                                                                                              |                                                                                                |                                                                                                | Porter Airlines                                                                                | 3                                                                                              |                                                                                                |
| Vancouver (YVR)                                                                                | •                                                                                              | •                                                                                              | •                                                                                              |                                                                                                | •                                                                                              | Harbour Air                                                                                    | 5                                                                                              |                                                                                                |
| Winnipeg (YWG)                                                                                 | •                                                                                              |                                                                                                |                                                                                                |                                                                                                |                                                                                                |                                                                                                | 1                                                                                              |                                                                                                |
| Whitehorse (YXY)                                                                               |                                                                                                |                                                                                                |                                                                                                |                                                                                                | •                                                                                              |                                                                                                | 1                                                                                              |                                                                                                |
| Total                                                                                          | 6                                                                                              | 4                                                                                              | 3                                                                                              | 2                                                                                              | 2                                                                                              | 3                                                                                              | 11                                                                                             |                                                                                                |

### Destinos internacionales
Se ofrece servicio a 6 destinos internacionales (4 estacionales), a cargo de 3 aerolíneas.
| Ciudades                                                   | Nombre del aeropuerto                       | Aerolíneas           |              |              |              |
| Norteamérica                                               | Norteamérica                                | Norteamérica         | Norteamérica | Norteamérica | Norteamérica |
| ---------------------------------------------------------- | ------------------------------------------- | -------------------- | ------------ | ------------ | ------------ |
| Estados Unidos (3 destinos [1 estacional], 3 aerolíneas)   |                                             |                      |              |              |              |
| Friday Harbor                                              | Aeropuerto de Friday Harbor                 | Kenmore Air          |              |              |              |
| Las Vegas                                                  | Aeropuerto Internacional Harry Reid         | WestJet (Estacional) |              |              |              |
| Seattle                                                    | Aeropuerto Internacional de Seattle-Tacoma  | Alaska Airlines      |              |              |              |
| México (3 destinos [estacionales], 1 aerolínea)            |                                             |                      |              |              |              |
| Cancún                                                     | Aeropuerto Internacional de Cancún          | WestJet (Estacional) |              |              |              |
| Puerto Vallarta                                            | Aeropuerto Internacional de Puerto Vallarta | WestJet (Estacional) |              |              |              |
| San José del Cabo                                          | Aeropuerto Internacional de Los Cabos       | WestJet (Estacional) |              |              |              |
| Total: 6 destinos (4 estacionales), 2 países, 3 aerolíneas |                                             |                      |              |              |              |

## Estadísticas

### Tráfico anual
| Año  | Pasajeros | % Cambio    |
| ---- | --------- | ----------- |
| 2010 | 1,514,713 | Sin cambios |
| 2011 | 1,499,792 | 1%          |
| 2012 | 1,504,024 | 0.3%        |
| 2013 | 1,556,960 | 3.4%        |
| 2014 | 1,650,904 | 6.0%        |
| 2015 | 1,710,825 | 3.6%        |
| 2016 | 1,856,421 | 8.5%        |
| 2017 | 1,934,842 | 4.2%        |
| 2018 | 2,048,627 | 5.9%        |
| 2019 | 1,924,385 | 6.5%        |
| 2020 | 574,874   | 70.2%       |
| 2021 | 673,748   | 17.2%       |
| 2022 | 1,490,039 | 121.2%      |
| 2023 | 1,740,107 | 16.8%       |
| 2024 | 1,872,033 | 7.4%        |